# José Dolores Estrada Morales
José Dolores Estrada Morales (1869-1939) est un homme d'État nicaraguayen. Il est brièvement président par intérim du Nicaragua pendant une semaine de 20 à 27 août 1910 après la chute de José Santos Zelaya avant de transmettre le pouvoir à son frère, Juan José Estrada. Il meurt en 1939 à New York.